# Soulaines-Dhuys
Soulaines-Dhuys è un comune francese di 323 abitanti situato nel dipartimento dell'Aube nella regione del Grand Est.

## Società

### Evoluzione demografica
Abitanti censiti